# Illinois
L'Illinois (AFI: /illiˈnɔis/; in inglese , [ɪɫɪˈnɔɪ]; AFI:/i.li.nwa/ ) in passato italianizzato come Illinese è uno Stato federato del Midwest degli Stati Uniti d'America (sigla = IL). Confina a nord con il Wisconsin, a sud con il Kentucky, ad ovest con l'Iowa e il Missouri e ad est con l'Indiana. Per un breve tratto a nord-est l'Illinois è bagnato dal lago Michigan. La capitale è Springfield. Con 12 880 580 abitanti, è lo stato più popoloso del Midwest e il quinto degli Stati Uniti. Circa il 65% della popolazione dello stato vive nell'area metropolitana di Chicago, uno dei più grandi centri industriali e finanziari del mondo, il secondo più grande centro industriale del paese, dopo Los Angeles, e il secondo più grande centro finanziario della nazione, dopo New York.
Sebbene l'Illinois abbia un'economia molto diversificata, essendo uno dei principali centri finanziari degli Stati Uniti ed essendo altamente industrializzato, dalla crisi economica del 2008-2010 lo Stato è entrato in crisi, con debiti di più 5 000 milioni di euro e con ritardi nei pagamenti per i servizi di base, come istruzione e sanità.
Geograficamente, l'Illinois è caratterizzato da un terreno accidentato e da un clima instabile. L'agricoltura è una fonte importante di reddito per lo Stato. Il turismo e la fornitura di mezzi di trasporto e telecomunicazioni sono altre importanti fonti di reddito. Chicago è la più grande città dello stato, e uno dei centri ferroviari e aeroportuali più dinamici degli Stati Uniti.
L'Illinois è noto per la sua vasta e diversificata popolazione e il suo equilibrio tra le aree rurali, le piccole città industriali, i vasti sobborghi e la grande area metropolitana di Chicago. La sua economia diversificata e la sua posizione centrale, l'hanno reso un importante centro di trasporto per 150 anni. Questa miscela di fabbriche e aziende agricole, zone urbane e rurali, hanno reso l'Illinois un microcosmo all'interno della nazione.
Il soprannome dell'Illinois è "The Prairie State Illinois", che significa "Lo Stato della prateria". Un altro soprannome è The Land of Lincoln (terra di Lincoln); molti residenti sono orgogliosi del fatto che il presidente statunitense Abraham Lincoln abbia trascorso gran parte della sua vita nello stato. La sua tomba si trova nella capitale Springfield.
L'animale scelto come simbolo dello stato è il cervo dalla coda bianca.
I primi europei a esplorare la regione furono missionari francesi e fece parte della Nuova Francia fino al 1763, quando divenne di dominio britannico. Nel 1783, dopo la fine della guerra d'indipendenza americana nel 1776, entrò a far parte del cosiddetto Territorio del nord-ovest. Il 3 febbraio 1809, fu creato il territorio dell'Illinois e il 3 dicembre 1818, l'Illinois divenne il 21º stato degli Stati Uniti d'America.

## Storia
L'Illinois fu esplorato dal gesuita Jacques Marquette e dal 1673 venne annesso alla Louisiana, parte dell'impero coloniale francese dell'epoca; prese il nome da una tribù di nativi Ouillinois. I gesuiti vi fondarono alcune missioni a cui seguirono i mercanti di pellicce che vi aprirono diverse basi commerciali e insediamenti stabili (Kaskaskia, Cahokia, Tamaroa, S.te Genevieve). Continuò a fare parte della colonia francese fino al 1762, quando fu ceduto all'Inghilterra a seguito del trattato di Parigi. Nel 1774 fu incorporato nella provincia canadese del Québec.
Passato agli Stati Uniti dal 1783, fu aggregato al "Territorio del Nord-ovest", finché divenne territorio autonomo nel 1809. Entrò a far parte negli Stati Uniti il 3 dicembre 1818 come 21º stato. Nel periodo 1840-44 vi ebbe luogo l'immigrazione dei Mormoni, che vi si stabilirono per alcuni anni.
Durante la guerra civile americana l'Illinois diede un significativo contributo in termini di uomini, ben 250 000, all'esercito dell'Unione.
Nel XX secolo l'Illinois emerse come uno degli stati più importanti, ebbe una crescita demografica elevata e, verso la fine del secolo, la popolazione raggiunse la quota di 12 milioni.

## Geografia fisica
Si può dividere il territorio dello Stato in 3 parti:
- la prima, detta Nord Illinois, comprende l'area metropolitana di Chicago.
- la seconda, l'Illinois centrale, viene chiamata "Il cuore dell'Illinois", ed è caratterizzata da piccole città e fattorie estese. Fanno parte di quest'area le città di Decatur, Springfield e Peoria.
- la terza area è l'Illinois meridionale. Questa regione può essere distinta dalle altre due dal suo clima più caldo, ricche colture (anche il cotone in passato) fra colli verdeggianti, così come piccoli giacimenti di petrolio e di carbone. La zona è un po' più popolata della parte centrale dello Stato, con la popolazione concentrata soprattutto nei sobborghi orientali dell'area metropolitana di Saint Louis, nel Missouri, conosciuti collettivamente come “Metro-East”. Questa concentrazione sulla sponda sinistra del fiume Mississippi è la seconda zona più popolosa dell'Illinois, con circa 600 000 abitanti.

### Clima
Il clima dell'Illinois è continentale: quattro stagioni distinte, con estati calde e inverni freddi. Il tempo varia da stagione a stagione, è relativamente instabile e può cambiare improvvisamente, soprattutto in inverno. A volte la temperatura può scendere di oltre 12 °C in un'ora. La ragione principale di questa instabilità è l'assenza di barriere geografiche nello stato e nelle sue vicinanze, che consentono il rapido movimento delle correnti d'aria proveniente da diverse direzioni.
La vicinanza del Lago Michigan rende gli inverni meno rigidi nella parte nord-orientale dello stato. La temperatura media in inverno è di −7,6 °C, nello parte settentrionale, −3 °C nel centro-sud e 1 °C nel sud. Le minime variano tra -30 e 5 °C nel nord-est, −35 °C e 1 °C nel nord-ovest e −25 °C e 10 °C nell'estremo sud. Le massime variano tra -24 e 13 °C nel nord est, -28 e 7 °C nel nord-ovest e -18 e 17 °C al sud. La temperatura più bassa registrata in Illinois, −38 °C, è stata misurata a Congerville il 5 gennaio 1999.
La temperatura media estiva al nord è di 21 °C e 29 °C al sud. Il minimo varia tra 12 e 20 °C al nord e tra i 16 e 26 °C al sud. La temperatura più alta registrata in Illinois, 47 °C, è stata registrata il 14 luglio 1954 a East St. Louis.
I tassi medi annui di pioggia vanno da 100 cm al nord a 85 cm al sud. I tassi medi annui di neve, invece, vanno da 76 cm al nord a 25 centimetri nel sud dello stato. Il verificarsi di tornado è molto comune (più probabile tra aprile e giugno) ed essi hanno ucciso più persone in Illinois che in qualsiasi altro stato americano. Il più distruttivo, il Tri-State Tornado si verificò nel 1925 ed uccise 695 persone.

## Origini del nome
Il nome Illinois (pronuncia “Ilinoi”) è la grafia moderna del nome che diedero i primi esploratori francesi alle popolazioni che vivevano nella zona, con cui entrarono in contatto per la prima volta nel 1674.

## Società
La stima della popolazione dello stato nel 2014 era di 12 880 580, con un incremento, rispetto al 2010, dello 0,4% e una percentuale del 50,9 di donne e 49,1 di uomini

### Etnie e minoranze straniere
Al 2013, la composizione etnica del paese era la seguente:
- 62,7% bianchi non ispanici
- 16,5% ispanici
- 14,7% afroamericani
- 5,1% asiatici
- 1,8% persone che si riconoscono in più di una etnia
- 0,6% nativi americani
- 0,1% nativi hawaiani e altri popoli del Pacifico

Secondo una stima fatta nel 2007, i cittadini di origine europea sono così suddivisi:
- tedeschi 21,1%
- irlandesi 13,3%
- polacchi 7,9%
- italiani 7,0%
- inglesi 6,7%

### Religione

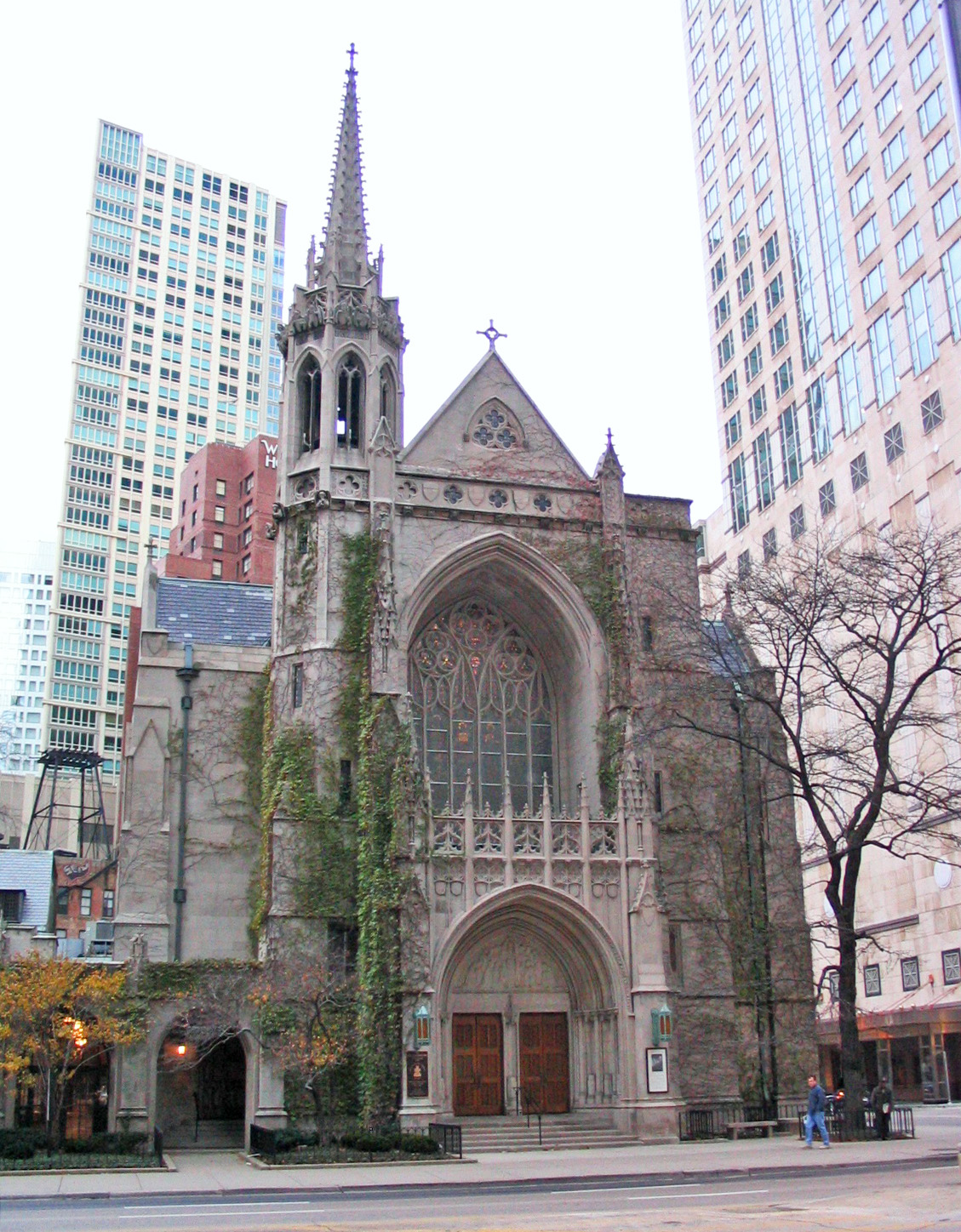
Una chiesa presbiteriana a Chicago

La popolazione affiliata ad una religione è il 55,3% e risulta così suddivisa
- Cristiani: 51%
  - Cattolici: 29,03%
  - Battisti: 5,66%
  - Metodisti: 3,09%
  - Luterani: 3,8%
  - Presbiteriani: 2,17%
  - Pentecostali: 1,47%
  - Mormoni: 0,48%
  - Chiesa episcopale: 0,43%
  - Epicospaliani: 0,33%
  - Altri Cristiani: 5,44%
- Musulmani: 2,8%
- Ebrei: 0,63%
- Religioni orientali (buddisti, induisti ecc.): 0,41%

## Ordinamento dello stato

### Suddivisioni amministrative
L'Illinois è suddiviso in 102 contee, la maggioranza delle quali sono a loro volta divise in comuni. Tutte le contee con comuni, ad eccezione della Contea di Cook, sono amministrate da un consiglio di supervisori. Queste contee sono divise in diverse circoscrizioni elettorali (la persona più votata in ciascuna circoscrizione diventa il rappresentante della circoscrizione nella giunta della contea). Le rimanenti contee sono governate da un consiglio di supervisori eletti direttamente dalla popolazione della contea. L'Illinois ha circa 1 287 tra città e town, e il più alto numero di governi locali, 6994, di cui 1 299 governi comunali, 1 432 Civil Township e 3 249 Special-purpose district (governi distrettuali). La maggior parte delle città è governata da un sindaco e un consiglio comunale.

### Città

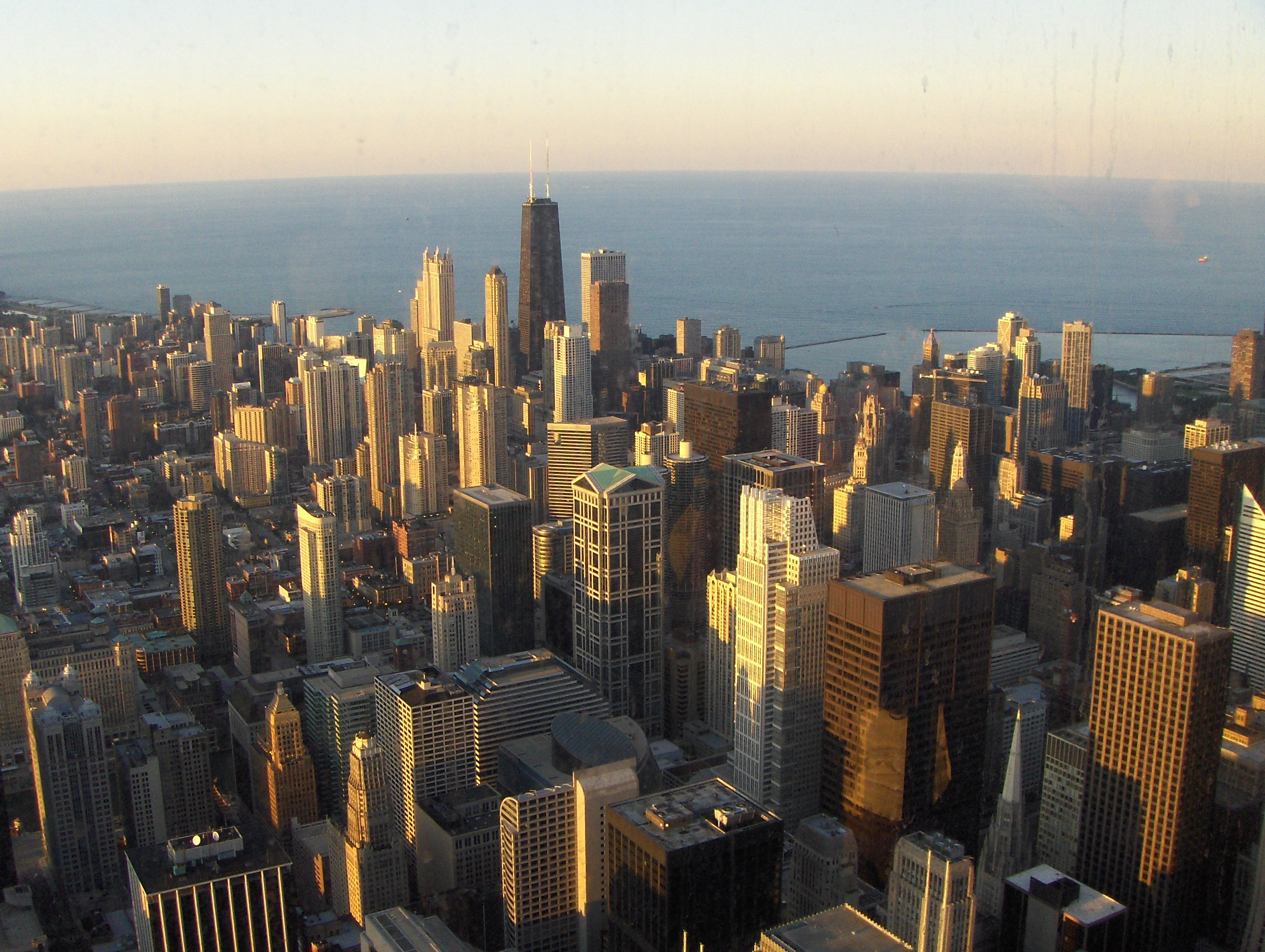
Chicago, la principale città dell'Illinois

Più della metà dei quasi 13 milioni di abitanti dell'Illinois vive nella grande area metropolitana di Chicago, terza città degli Stati Uniti per popolazione e che, tra l'altro, sconfina a nord nel Wisconsin e ad est nell'Indiana.
Da una stima del 01-07-2006, si evince che sono solo 8 i comuni che superano i 100 000 abitanti, e sono:
1. Chicago, 2 833 321
2. Aurora, 170 617
3. Rockford, 155 138
4. Naperville, 142 901
5. Joliet, 142 702
6. Springfield, 116 482
7. Peoria, 113 107
8. Elgin, 101 903

## Economia (senza settore terziario)

### Agricoltura
Quasi l'80% della superficie dello Stato è terreno agricolo e quindi l'agricoltura è uno dei settori primari dell'economia. L'Illinois è uno degli stati appartenenti alla cosiddetta Corn Belt, la cintura del mais: con Indiana e Iowa contribuisce in modo determinante al primato mondiale degli USA nella produzione di mais. I suoi agricoltori coltivano, oltre al mais, la soia, e allevano grandi quantità di bovini, suini e pollame. L'agricoltura del Corn Belt è molto evoluta sul piano commerciale: gli agricoltori lavorano mantenendo sempre l'attenzione alla borsa di Chicago.

### Industria
L’Illinois è uno dei principali centri industriali degli USA; due dei settori più sviluppati sono quello agroalimentare, con la lavorazione dei tanti prodotti agricoli coltivati all'interno dello Stato, e la produzione di macchinari da impiegare in agricoltura. Inoltre è tra i principali produttori di macchinari per l’industria delle costruzioni, telefoni cellulari, radio, televisori e altri elettrodomestici, così come per le apparecchiature medicali. Lo Stato è classificato tra i primi dieci per la presenza di laboratori di ricerca industriale e tecnologica.
In Illinois hanno sede alcune importanti aziende quali Motorola (telefonia), Boeing (produttore di aerei) e McDonald's (catena di fast food).
Dal punto di vista energetico, in Illinois è prodotto circa un ottavo di tutta l'energia nucleare degli USA ed è presente circa un quinto delle riserve di carbone degli Stati Uniti.

## Sport
Le franchigie dell'Illinois che partecipano al Big Four (le quattro grandi leghe sportive professionistiche americane) sono:
- Chicago Bears, NFL
- Chicago Cubs, MLB
- Chicago White Sox, MLB
- Chicago Bulls, NBA
- Chicago Blackhawks, NHL
- Chicago Fire, MLS